# 鳥取県道328号福部岩美線
鳥取県道328号福部岩美線（とっとりけんどう328ごう ふくべいわみせん）は、鳥取県鳥取市から岩美郡岩美町に至る一般県道である。

## 概要
鳥取市福部町細川から岩美郡岩美町大字河崎に至る。
かつては全線が国道9号だったが、山陰近畿自動車道駟馳山バイパスが開通した3年後の2017年（平成29年）に認定された。当初は全線が国道9号との重用だったが、翌日の同線の経路変更により重用区間がなくなった。

### 路線データ
- 起点：鳥取市福部町細川（細川西交差点、鳥取県道43号鳥取福部線交点）
- 終点：岩美郡岩美町大字河崎（岩美消防署前交差点、国道9号交点）
- 総延長：5.1 km[1]

## 歴史
- 2017年（平成29年）
  - 3月31日 - 鳥取県告示第234・237・239号により、国道9号現道のうち、鳥取市福部町細川・細川西交差点 - 岩美郡岩美町大字河崎・岩美消防署前交差点間（5.1 km）を重用区間として認定し、供用開始[2]。
  - 4月1日 - 山陰近畿自動車道に並行する国道9号現道の管理が国土交通省から鳥取県へ移管されたことに伴い、全線が本路線の単独区間に変更された[1]。

## 路線状況

### 道路施設

#### 橋梁
- 如来橋（塩見川、鳥取市）
- 本庄橋（蒲生川、岩美郡岩美町）

## 地理

### 通過する自治体
- 鳥取県
  - 鳥取市 - 岩美郡岩美町

### 交差する道路
| 交差する道路                | 市町村名 | 市町村名 | 交差する場所 | 交差する場所              |
| --------------------------- | -------- | -------- | ------------ | ------------------------- |
| 鳥取県道43号鳥取福部線      | 鳥取市   | 鳥取市   | 福部町細川   | 細川西交差点 / 起点       |
| 鳥取県道319号鳥取砂丘細川線 | 鳥取市   | 鳥取市   | 福部町細川   |                           |
| 国道178号                   | 岩美郡   | 岩美町   | 大字大谷     |                           |
| 国道9号                     | 岩美郡   | 岩美町   | 大字河崎     | 岩美消防署前交差点 / 終点 |

### 交差する鉄道
- 山陰本線

### 沿線
- JR西日本山陰本線 大岩駅
- 道の駅きなんせ岩美

### 峠
- 駟馳山峠（鳥取市 - 岩美郡岩美町）